# IC 590/1
IC 590/1 је елиптична галаксија у сазвијежђу Секстант која се налази на листи објеката дубоког неба у Индекс каталогу.
Деклинација објекта је + 0° 37' 59" а ректасцензија 10h 5m 49,6s. Привидна величина (магнитуда) објекта IC 590 износи 13,5 а фотографска магнитуда 14,5. IC 5901 је још познат и под ознакама UGC 5443, MCG 0-26-18, CGCG 8-37, KCPG 223A, NPM1G +00.0287, PGC 29316.